# Gilbert de Brederode
Gilbert de Brederode (en néerl. Gijsbrecht van Brederode) (1416 - Breda, 15 août 1475) était un ecclésiastique influent du Moyen Âge aux Pays-Bas. En 1455-56, il fut évêque élu du Sticht Utrecht et par la suite prévôt de Saint-Donatien à Bruges et de Saint-Servais à Maastricht.

## Biographie
Gilbert de Brederode était un descendant de la glorieuse Maison de Brederode. Il était le fils de Walrave Ier de Brederode et le frère cadet de Renaud II de Brederode. En tant que plus jeune fils, il a été exclu de la succession et a opté pour une carrière spirituelle. En 1428, il devient chanoine du chapitre Saint-Lambert à Liège. Il a également été chanoine du chapitre de Notre-Dame de Cambrai. Plus tard, il a été nommé à la fois prévôt du Dom et prévôt d'Oudmunster à Utrecht, ce qui lui a donné beaucoup d'influence dans la ville à la cathédrale.
En 1453, le duc bourguignon Philippe le Bon fait appel à Renaud et Gilbert de Brederode pour le soutenir dans la lutte contre les rebelles gantois (Révolte de Gand (1449-1453) (nl)). Les frères ont chacun emmené mille hommes à la bataille de Gavre et ont aidé Philippe à remporter la victoire. En tant que partisan du parti Hameçons dans les conflits entre Hameçons et Cabillauds, il a mené la résistance contre l'évêque Rodolphe de Diepholt. Le 7 avril 1455, il fut élu évêque par les chapitres d'Utrecht, mais sous la pression de Philippe le Bon, le pape Calixte III nomma son fils bâtard David de Bourgogne. Philippe combattit violemment la résistance du parti Hameçons contre cette nomination et assiégea la ville de Deventer(Siège de Deventer (1456) (nl)).
En 1456, Gilbert renonça à sa réclamation au siège épiscopal contre une indemnité suffisante. Il a ensuite été nommé prévôt de Saint-Donaas à Bruges, avec le poste honorable associé de chancelier de Flandre. En 1467, il a échangé ce poste avec Antonius Hanneron (nl) pour la prévôté du chapitre de Saint-Servais à Maastricht. À ce dernier titre, il était également seigneur des Bancs de Saint-Servais, Tweebergen (nl) et Malines-sur-Meuse. Cependant, il est resté une épine dans le pied de David de Bourgogne. Quelques années après la première guerre civile d'Utrecht (nl), ce dernier le capture et l'emprisonne avec son frère Renaud en 1470 au château de Duurstede à Wijk bij Duurstede.
Gilbert mourut à Breda en 1475 et fut inhumé dans la chartreuse du Mont-Sainte-Gertrude. Il a laissé au moins deux fils bâtards, Anthonie et Walrave. Joris de Brederode (nl) est également mentionné comme un de ses fils.

## Héritage culturel
Entre 1465 et 1470, Gilbert de Brederode fit réaliser un Livre d'heures, dont presque toutes les miniatures furent réalisées par un miniaturiste peu connu, auquel on fait donc référence sous le surnom de Maître de Gilbert de Brederode. Le précieux manuscrit se trouve à la bibliothèque de l'Université de Liège.